# Фрасене (Белуно)
Фрасене (итал. Frassenè) је насеље у Италији у округу Белуно, региону Венето.
Према процени из 2011. у насељу је живело 479 становника. Насеље се налази на надморској висини од 1086 м.